# Вальдемар Антон
Вальдемар Антон (нім. Waldemar Anton; нар. 20 липня 1996, Алмалик) — німецький футболіст, захисник клубу «Боруссія» (Дортмунд) і національної збірної Німеччини.

## Клубна кар'єра
Народився 20 липня 1996 року в місті Алмалик. Його батьки, російські німці, теж народилися в Узбекистані. Коли Володимиру Антону було два роки, його сім'я переїхала до Німеччини, а його ім'я змінилося з Володимира на Вальдемара. За словами самого Антона, його дідусь і бабуся розмовляли узбецькою мовою, а його батьки і він сам російськомовні, які в той же час володіють і німецькою мовою.
Вихованець футбольної школи клубу «Ганновер 96». З 2015 року зіграв у складі молодіжної команди «Ганновера» 11 матчів і забив один гол. З 2016 року став залучатися в основну команду, яка виступала в Бундеслізі. Перший матч у Бундеслізі зіграв проти «Штутгарта» (2:1). Перший гол у чемпіонаті забив 15 квітня 2016 року у ворота менхенгладбахської «Боруссії». Станом на 18 червня 2019 року відіграв за команду з Ганновера 100 матчів в національному чемпіонаті.

## Виступи за збірну
В кінці травня 2016 року Антоном став цікавитися тренерський штаб національної збірної Узбекистану і фахівці Федерації футболу Узбекистану. Деякий час стверджувалося що ведуться переговори про запрошення Антона у збірну Узбекистану, але так далі перемовин справа і не пішла. В одному з інтерв'ю в липні 2016 року Антон заявив, що хотів би зіграти за збірну Росії, якщо випаде така можливість.
Втім вже на початку вересня 2016 року Антон дебютував за молодіжну збірну Німеччини у товариському матчі зі Словаччиною. У її складі став переможцем молодіжного чемпіонату Європи 2017 року у Польщі, а через два роки поїхав і на наступний молодіжний чемпіонат Європи 2019 року в Італії.
| Дата      | Місто    | Господарі | Результат  | Гості     | Турнір                | Голи | Примітки |
| --------- | -------- | --------- | ---------- | --------- | --------------------- | ---- | -------- |
| 23-3-2024 | Будапешт | Франція   | 0 – 2      | Німеччина | товариський матч      | -    | 90'      |
| 3-6-2024  | Нюрнберг | Німеччина | 0 – 0      | Україна   | товариський матч      | -    |          |
| 29-6-2024 | Дортмунд | Німеччина | 2 – 0      | Данія     | ЧЄ 2024 - 1/8 фіналу  | -    | 88'      |
| 5-7-2024  | Штутгарт | Німеччина | 1 – 2 д.ч. | Іспанія   | ЧЄ 2024 - чвертьфінал | -    | 90+1'    |
| Усього    |          | Матчів    | 4          |           | Голів                 | 0    |          |

## Титули і досягнення
- Чемпіон Європи (U-21): 2017